# Огбомошо
Огбомошо (на английски: Ogbomosho) е град в Нигерия. Агломерацията на града има население от около 420 000 жители (по изчисления от март 2016 г.). Намира се в югозападната част на страната. Основан е през средата на 17 век. Мнозинството от населението на града са от народа йоруба.